# Aphylla protracta
Aphylla protracta är en trollsländeart som först beskrevs av Selys 1859.  Aphylla protracta ingår i släktet Aphylla och familjen flodtrollsländor. IUCN kategoriserar arten globalt som livskraftig. Inga underarter finns listade i Catalogue of Life.